# Turniej o Srebrną Ostrogę Ilustrowanego Kuriera Polskiego 1982
XIII turniej Srebrnej Ostrogi IKP – trzynasta odsłona zawodów żużlowych, w których zawodnicy ścigali się o nagrodę przechodnią zwaną "Srebrną Ostrogą". Turniej odbył się 16 października 1982. Zwyciężył Wojciech Żabiałowicz.

## Wyniki
źródło
- 16 października 1982, Stadion Stali Toruń

| Msc. | Zawodnik              | Klub                 | Pkt    |               |  |
| ---- | --------------------- | -------------------- | ------ | ------------- |  |
| 1    | Wojciech Żabiałowicz  | Apator Toruń         | 15     | 3,3,3,3,3     |  |
| 2    | Piotr Pyszny          | ROW Rybnik           | 12     | 1,3,2,3,3     |  |
| 3    | Mirosław Berliński    | Wybrzeże Gdańsk      | 10 + 3 | 1,3,3,0,3 + 3 |  |
| 4    | Bogusław Nowak        | Stal Gorzów          | 10 + 2 | 2,2,3,3,0 + 2 |  |
| 5    | Wiesław Pawlak        | Falubaz Zielona Góra | 10 + u | 3,2,0,2,3 + u |  |
| 6    | Jan Ząbik             | Apator Toruń         | 9      | 1,3,2,1,2     |  |
| 7    | Tadeusz Wiśniewski    | Apator Toruń         | 8      | 3,1,0,2,2     |  |
| 8    | Grzegorz Kuźniar      | Stal Rzeszów         | 7      | 2,0,1,3,1     |  |
| 8    | Marek Kępa            | Motor Lublin         | 7      | 2,2,0,1,2     |  |
| 10   | Jan Krzystyniak       | Falubaz Zielona Góra | 6      | 3,0,1,0,2     |  |
| 10   | Ryszard Czarnecki     | Stal Rzeszów         | 6      | 2,2,1,1,0     |  |
| 10   | Marek Makowski        | Apator Toruń         | 6      | 0,1,3,2,0     |  |
| 13   | Jerzy Rembas          | Stal Gorzów          | 5      | 0,1,1,2,1     |  |
| 13   | Eugeniusz Miastkowski | Apator Toruń         | 5      | 1,1,2,0,1     |  |
| 15   | Bolesław Proch        | Polonia Bydgoszcz    | 2      | 0,0,2,0,0     |  |
| 15   | Marek Kończykowski    | Apator Toruń         | 2      | 0,0,0,1,1     |  |